# Kamerlingh Onneslaan
De Kamerlingh Onneslaan is een belangrijke doorgaande straat in Amsterdam-Oost, wijk Watergraafsmeer en ligt in het verlengde van de Hogeweg. De straat begint bij de Middenweg en loopt met een flauwe bocht westwaarts en ligt duidelijk een stuk lager in de polder dan Amsterdam-Oost. Behalve een aantal kleine straten aan de noordzijde   wordt de Nobelweg gekruist en oorspronkelijk eindigde de straat bij het Julianapark. In 1960 kwamen er aansluitingen met op en afritten op de dat jaar geopende verhoogd gelegen Gooiseweg tot stand. De zuidelijke rijbaan gaat onder de Kamerlingh Onnesbrug onder de Gooiseweg door. Een klein doodlopend stuk herinnert aan de oorspronkelijke situatie.  

## Geschiedenis en ligging
De straat is aangelegd op de terreinen van de voormalige gemeente Watergraafsmeer, die in 1921 geannexeerd werd door de 
gemeente Amsterdam. Gedurende de eerste jaren binnen Amsterdam bleef het landelijk gebied ten zuiden van de  Ringvaart Watergraafsmeer. De geplande straat had toen al haar naam gekregen, op 26 juli 1939 nam de gemeenteraad het besluit de straat te vernoemen naar Heike Kamerlingh Onnes, de Nederlandse natuurkundige en hoogleraar te Leiden die helium vloeibaar maakte en in 1913 de Nobelprijs voor de vrede verwierf.
Aan de noordzijde bevindt zich op het eerste gedeelte middelhoogbouw met daar onder winkelruimte. Op nummer 2-10 was bepaalde tijd een vestiging van C&A gevestigd. Voorbij de Willem Beukelsstraat staat hoofdzakelijk laagbouw waarbij de woningen echter huisnummers aan de zijstraten bezitten. 
Aan de zuidzijde is vrijwel geen bebouwing en liggen, als restanten van het vroegere agrarisch gebied, Park Frankendael, Volkstuinenpark Klein Dantzig, een vestiging van Intratuin en de restanten van het Prins Bernhardpark. De voormalige telefooncentrale op de  hoek van de  Middenweg, gebouwd in 1923 naar een ontwerp van architect Boeken, is één van de weinige gebouwen aan de zuidzijde. Hij werd gebouwd op de plaats van het voormalige buitenhuis IJslandt. Oorspronkelijk was de ingang aan een kleine zijstraat van de Middenweg ten zuiden van de straat maar deze werd werd naderhand verplaatst naar de andere kant aan de Kamerlingh Onneslaan 1. Bij de ingang van de telefooncentrale is een art deco-letters deuromlijsting naar ontwerp van Hildo Krop. Er waren twee woonhuizen, in het het  grootste was de directeur van de telefoondienst woonachtig.  
KPN heeft het gebouw verlaten en dit zal nu worden verbouwd tot appartementencomplex met woningen en kantoren met daarbij extra woonlagen. De verbouwing is in 2023 van start gegaan en zal naar verwachting in 2024 worden opgeleverd.  
Er rijdt geen openbaar vervoer door de straat, in het verleden, van 1 juni 1987 tot 6 februari 1989, vormde de straat een deel van de route van bus 48.
1. ↑  de Naam van onze straat, J.A.Wiersma 1978
2. ↑  https://geheugenvanoost.amsterdam/page/3395/kamerlingh-onneslaan-02-10. Gearchiveerd op 15 januari 2023.